# Bactris gasipaes
Bactris gasipaes, eller persikopalm, är en enhjärtbladig växtart som beskrevs av Carl Sigismund Kunth. Bactris gasipaes ingår i släktet Bactris och familjen Arecaceae.
Persikopalmen är den enda domesticerade palmen i tropiska Amerika där den också har sitt vilda ursprung. Namnet persikopalm är egentligen ganska missvisande eftersom frukten, "persikan", är mer lik cassava än persika. 

## Användning
Palmen användes först för sitt trä som användes till verktyg och vapen. Detta eftersom persikopalmen har raka och starka fibrer i stammen. Den började sedan användas för sin frukt som har mycket stärkelse och olja i sig. Frukten är druvliknande och har ett rött, gult eller orange skal med en kärna inuti. Fruktköttet är vitt och fibrigt. Frukten vägen mellan 10 och 250 g. Den var populär som t.ex. stapelvara att användas som stärkelse i matlagning, likt dagens majsanvändning. Andra användningsområden var att göra fermenterad dryck av och som torkat och malt mjöl.
Idag används persikopalmen till största del mest för sitt palmhjärta. Palmhjärtat sitter uppe i palmens krona och är de outvecklade bladen. Antalet odlade persikopalmer för att användas till palmhjärtan är idag fler än antalet vilda. Samtidigt som domesticeringen ses som en framgångssaga har det kommit kritik mot att palmen underanvänds när inte frukten tas tillvara längre.

## Beskrivning
Persikopalmen har flera stammar och kan bli upp till 20 m hög. Diametern på stammen variera mellan 15 och 30 cm. På stammen sitter ett nytt par svarta taggar på mellan 2 och 30 cm beroende på ålder. Efter 5 år bli palmen mer kompakt och taggarna kryper närmare varandra. I toppen på stammen sitter en krona med 15-25 ormbunksliknande parblad.

## Underarter
Arten delas in i följande underarter:
- B. g. chichagui
- B. g. gasipaes

## Bildgalleri

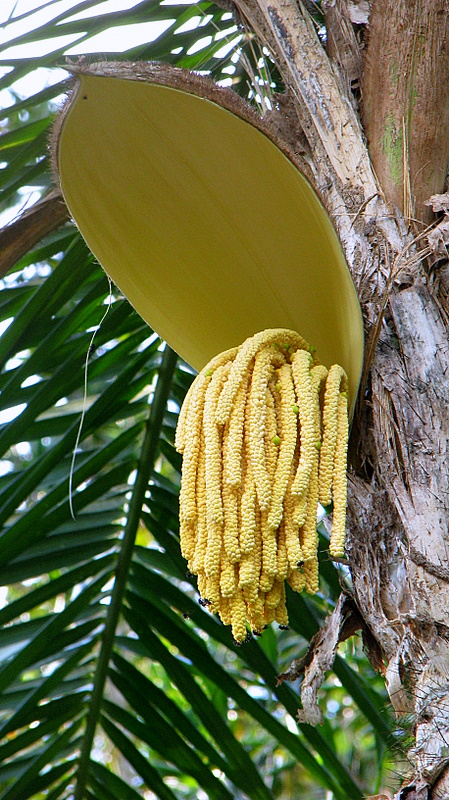
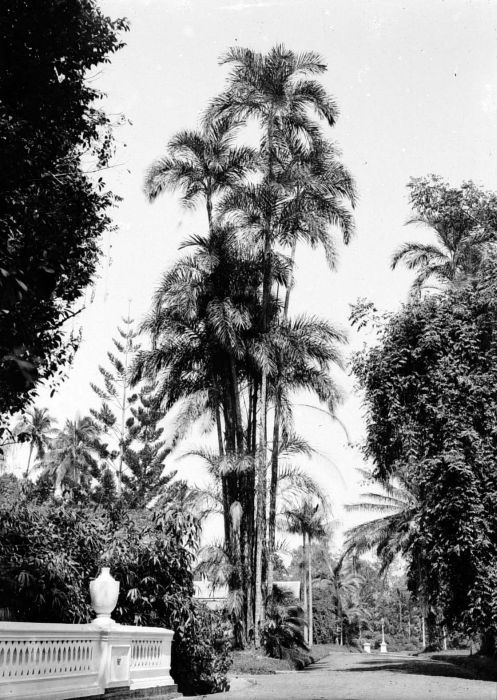
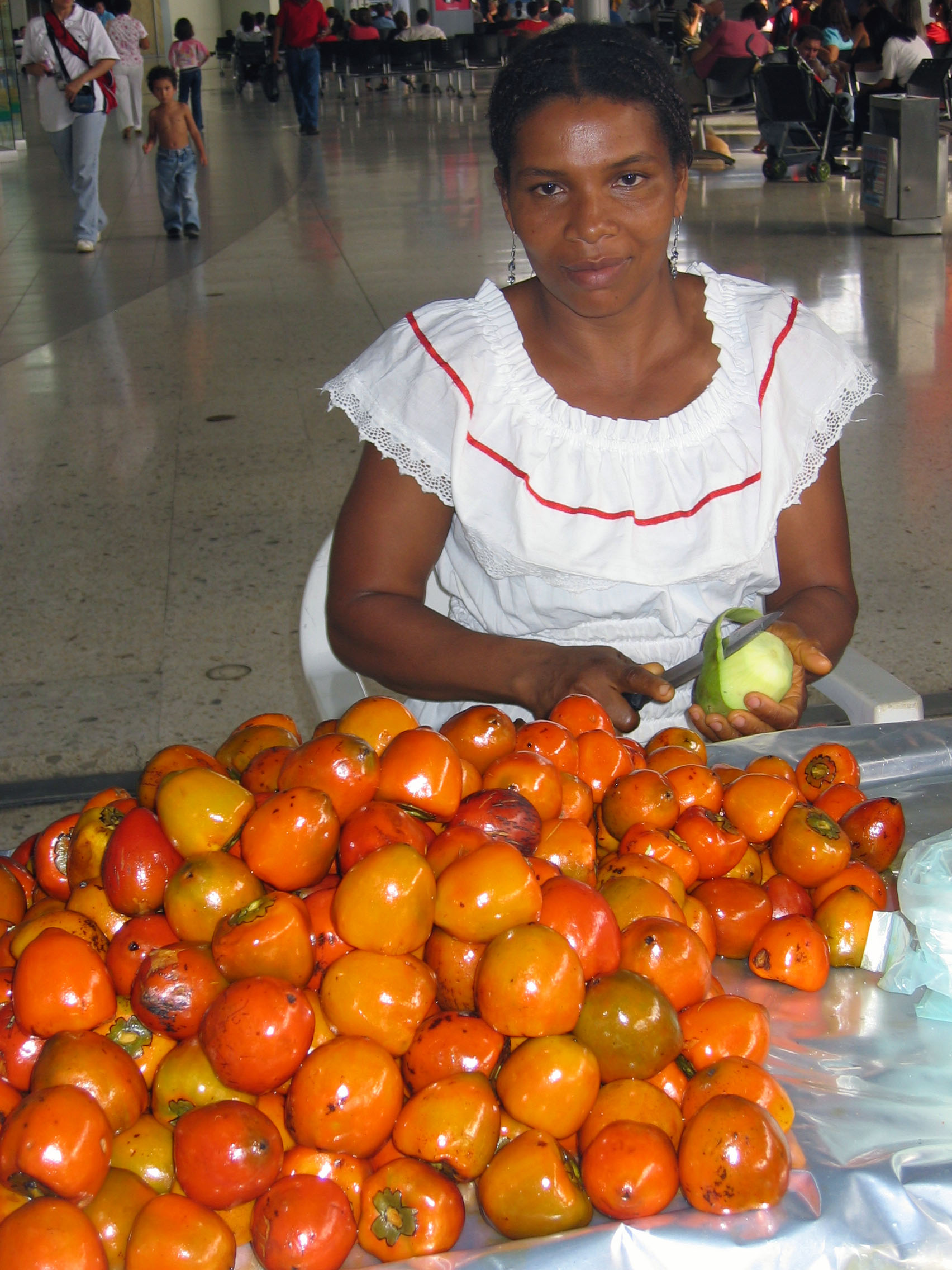
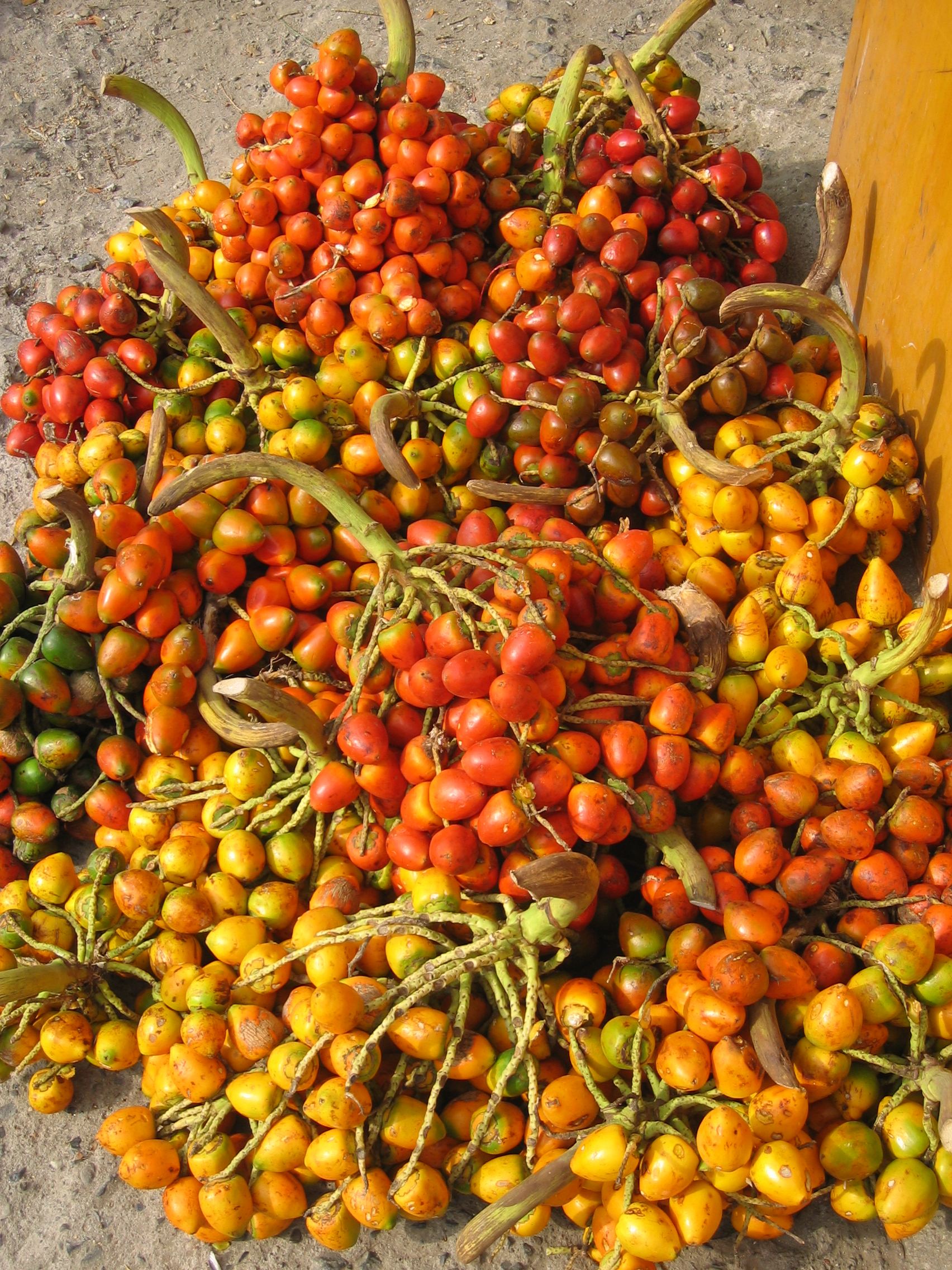
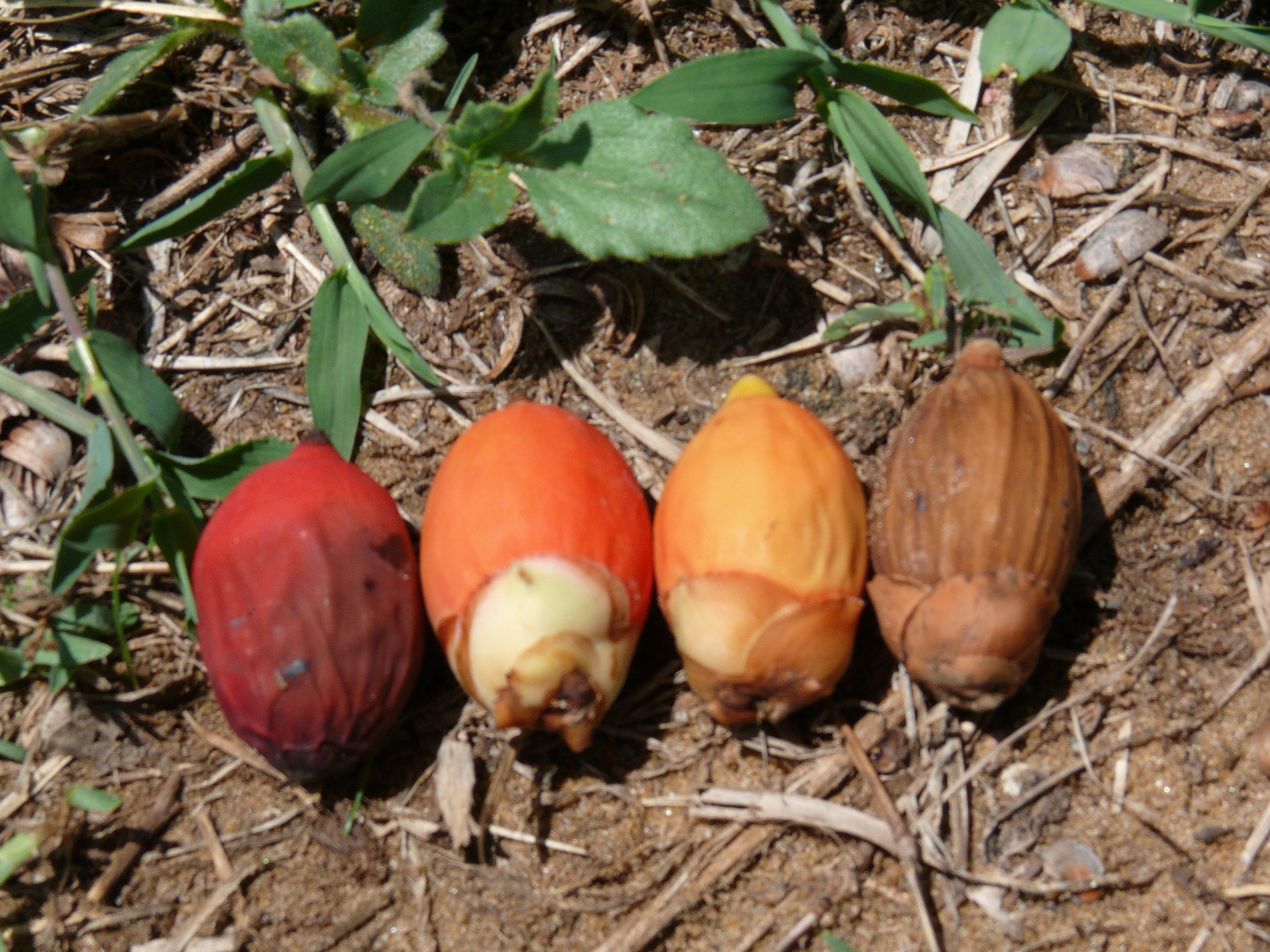
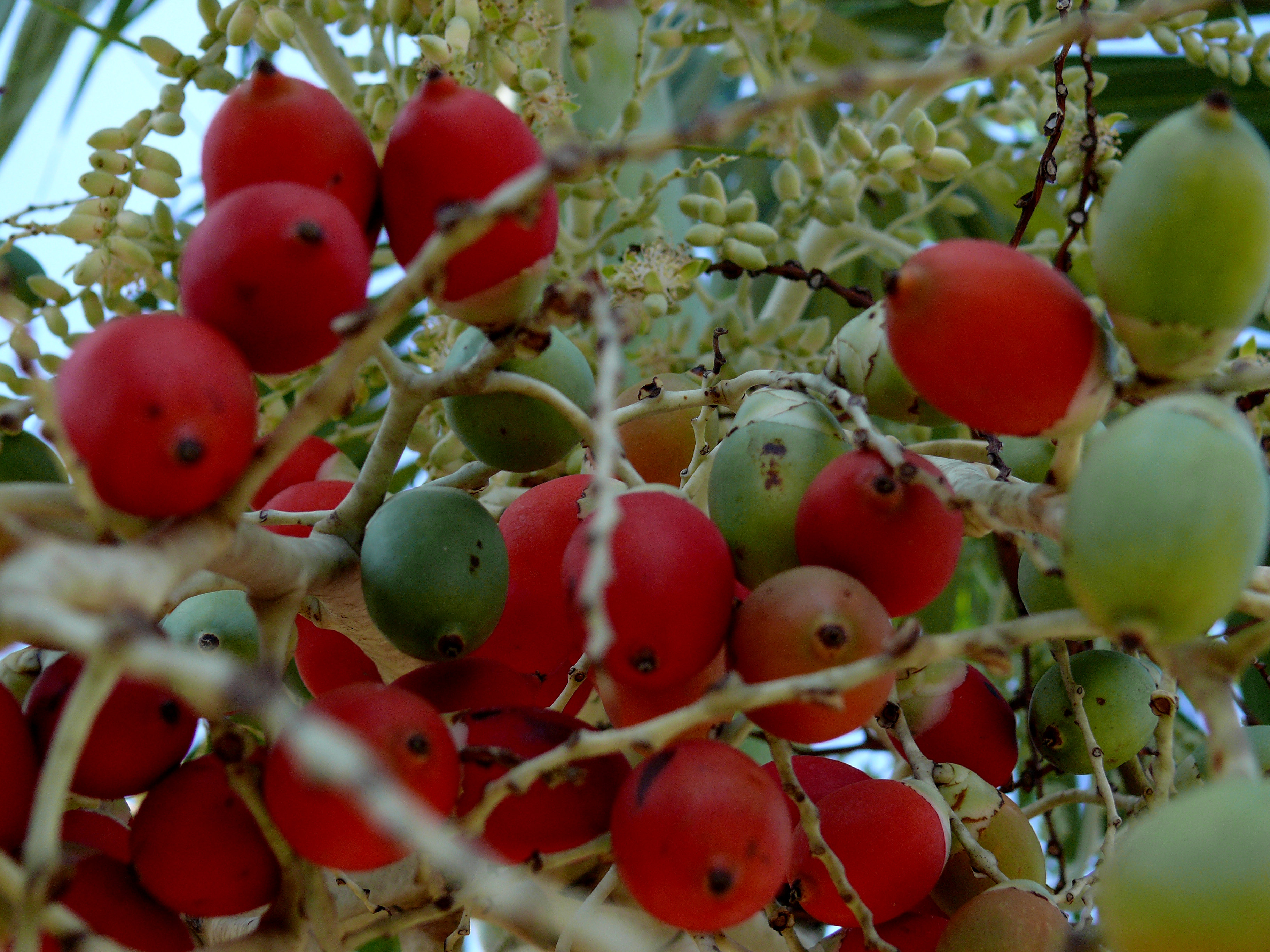